# Mangora pia
Mangora pia är en spindelart som beskrevs av Chamberlin och Ivie 1936. Mangora pia ingår i släktet Mangora och familjen hjulspindlar. Inga underarter finns listade i Catalogue of Life.